# Letalska nesreča v Čezsoči
Letalska nesreča v Čezsoči se je zgodila 1. septembra 2016 na neposeljenem delu vasi Čezsoča (Občina Bovec), na območju Mrzle doline, ki se nahaja na severnem vznožju Krasjega vrha (1773 m). V nesreči so izgubile življenje tri osebe. Natanko 50 let pred tem, 1. septembra 1966, se je zgodila najhujša letalska nesreča v Sloveniji, ko je tik pred pristankom na Letališču Brnik strmoglavilo potniško letalo družbe Britannia Airways, pri čemer je umrlo 98 potnikov.

## Polet
Polet je bil del izleta, v okviru katerega so se trije prijatelji iz Prekmurja odpravili na soteskanje na Bovško. Udeleženci so bili:
- Goran Trajbarič, 31 let,[1] iz Filovec, pilot usodnega leta, član Aerokluba Murska Sobota, inštruktor športnega motornega letenja in ustanovitelj podjetja GT eroplan, ki ponuja letalske storitve
- Gregor Šömen, 31 let, iz Murske Sobote
- Denis Kalamar, Gregorjev sosed iz Murske Sobote, ta dan je praznoval 33. rojstni dan in izlet je bil darilo prijateljev ob tej priložnosti.[2]

Letalo je bilo v lasti družbe Propilot iz Domžal, uporabljali pa so ga za šolanje. Lastnik družbe Primož Lajevec je letalo tisti dan posodil prijatelju za izlet. Polet se je začel na Letališču Jožeta Pučnika Ljubljana, od koder so krenili proti Letališču Bovec, kjer so pristali ob 11:50. Po soteskanju so se iz Bovca nazaj proti Brniku odpravili ob 17:35. Smer vrnitve je pilot sprva načrtoval po dolini Soče, torej po južni strani gore Polovnik, katere najvišji vrh je Krasji vrh, vendar se je kasneje odločil za pot po severni strani, po dolini potoka Slatenik, ki se razteza med Polovnikom in Javorščkom (1557 m). Po desetih minutah vožnje je letalo ob 17:45 strmoglavilo na vzhodnem robu doline, na nadmorski višini 1053,5 metrov, na področju, ki se imenuje Mrzla dolina in kjer se začne vzpenjati zahodni greben Krna (2244 m).
Dejan Kavčič iz uprave Letališča Bovec je dejal, da je bilo vreme v času odleta še vedno normalno, čeprav se je bližala nevihta. Oblačnost je bila na višini 1900–2100 metrov, kar je pomenilo, da so bili vsi okoliški vrhovi dobro vidni. Vidljivost je bila nad 10 kilometrov. Padavine v obliki ploh so se začele ob približno 18:00, kar je približno 15 minut po nesreči, nevihte pa so širše območje Julijskih Alp zajele nekaj pred 19:00. Trajbarič je smer vrnitve izbral verjetno ravno zaradi bližajoče se spremembe vremena, kar pa je bila po Kavčičevem mnenju korektna odločitev.
Ob 18:54 je posadka drugega motornega letala, ki je letelo v bližini, obvestila operaterja informacijske službe za letenje območne kontrole zračnega prometa Ljubljana (FIS), da zaznava signal naprave ELT, ki pomeni klic v sili. Kontrola zračnega prometa Slovenije je po prejemu sporočila ob 19:38 sprožila postopek iskanja in reševanja. Uprava Republike Slovenije za zaščito in reševanje je obvestilo o poslanem SOS-sporočilu letala prejela ob 19:54, policisti Operativno-komunikacijskega centra Policijske uprave Nova Gorica pa ob 19:56. Kot je še dejal Kavčič, na področju, kjer so leteli in tudi na samem kraju nesreče, radijske povezave kot tudi radarski sistem ne delujejo, zato se pilot v primeru kakršnekoli težave ni mogel javiti.

## Reševanje
Najprej so bili v reševalno akcijo vključeni člani Gorske reševalne službe Bovec in Tolmin, ki so z iskanjem začeli ob 20:16. 17 bovških in 5 tolminskih reševalcev se je napotilo čez Drežnico, saj so glede na GPS koordinate, ki jih je oddajalo letalo, smatrali, da bodo tod najhitreje prišli do mesta nesreče. Na planini Predolina (1205 m) so se razdelili v dve skupini. Prva se je odpravila v smeri Slatenika preko Temnih Meli, druga pa v smeri Čezsoče pod Uštinsko steno. Iskanje je potekalo po zahtevnem strmem terenu, polnem težko prehodnih grap in namočenem od nevihte.
Gasilska zveza Bovec je klic o nesreči iz Regijskega centra za obveščanje Nova Gorica prejela ob 20:11. V reševanje so se na prošnjo Policije vključili ob 22:10, predvsem z namenom, da priskočijo na pomoč s termografsko kamero. S helikopterjem 15. letalske eskadrilje Slovenske vojske so tako prečesavali območje. Kmalu za njim se je k iskanju pridružil še helikopter Letalske policijske enote, opremljen z močno reflektorsko lučjo. V tem času so reševalci iskanje na terenu za nekaj časa prekinili, da niso motili dela s termokamero.
Ob 0:52 je ena izmed skupin reševalcev v gozdu naletela na razbitine letala. Trem potnikom, ki so bili ukleščeni v letalo, ni bilo več pomoči. O najdenju so ob 00:54 obvestili tudi Policijo. Kraj nesreče so nato zavarovali policisti Gorske policijske enote. Reševalci so nato krenili nazaj proti planini, od tam pa proti domovom, kamor so se vrnili ob okoli 4:00.
Naslednji dan so gasilci začeli z aktivnostmi že ob 7:00. Približno ob 10:30 je helikopter Slovenske vojske na prizorišče najprej odpeljal gasilsko opremo za reševanje iz razbitin, nato pa se vrnil v Bovec ter pobral še 4 gorske reševalce in 4 gasilce. Ker na kraju nesreče helikopter ni mogel pristati, je reševalce in gasilce odložil na lokaciji oddaljeni približno pol ure hoda. Reševanje ponesrečencev iz razbitin so zaključili ob 14:00. Gorski reševalci so nato s policijskim helikopterjem prepeljali ponesrečence na Letališče Bovec. Gasilci so se medtem lotili razreza letala in pripravili razbitine za tri transporte, ki jih je v dolino prepeljal vojaški helikopter. Ostanke so varno shranili v starem hangarju Letališča Bovec, kjer so čakali na preiskovalce.

## Slovo od ponesrečenih
Žrtve so iz Bovca najprej prepeljali na Inštitut za sodno medicino, kjer so opravili sodno obdukcijo. Zatem so jih prepeljali v Prekmurje. Denis Kalamar in Gregor Šömen sta bila pokopana na pokopališču v Murski Soboti 6. septembra. Starši obeh so se odločili, da bosta pokopana skupaj – v žarnem zidu pokopališča. Pogreb Gorana Trajbariča je bil naslednji dan, 7. septembra, na pokopališču v Filovcih.

## Vzroki za nesrečo
O vzrokih za nesrečo so bila že naslednji dan po dogodku podana razna ugibanja. Po nekaterih navedbah je ravno v času izginotja letala območje prehajala vremenska fronta z močnim dežjem. Nekateri so zato predpostavljali, da je šlo za zaledenitev, pri kateri se v primeru vlage in nizkih temperatur na krilih in vitalnih delih letala nabira led. Dejan Kavčič je podal mnenje, da letalo zagotovo ni imelo zadostne višine za prelet tega hribovitega območja, za zaledenitev pa takrat ni bilo ustreznih pogojev glede na višino leta in pa sorazmerno visokih temperatur, ki ne zagotavljajo dovolj vlažnosti.
Uvodno poročilo o nesreči je Služba za preiskovanje letalskih nesreč in incidentov objavila 22. septembra. V analizi so bili obravnavani podatki, pridobljeni iz GPS naprave, ki je bila nameščena v kabini letala, dokumentacija o letalu in letališču, dokumentacija o pilotu iz Javne agencije za civilno letalstvo, dokumentacija lastnika letala ter dokumentacija Agencije Republike Slovenije za okolje. Letalo je imelo vsa dovoljenja plovnosti ustrezno urejena. Prav tako je tudi pilot imel veljavna vsa potrebna dovoljenja za letenje, vključno z zdravniškim spričevalom. Skupni nalet pilota do datuma letalske nesreče je glede na njegov pilotski dnevnik znašal 474 ur in 43 minut. Uvodno poročilo je še zaključilo, da »v času dogodka ni bilo pogojev za zaledenitev na zunanjih delih letala, ni bilo zmerne ali močne turbulence in vetrovnega striženja«. Končno poročilo z vsemi izsledki preiskave še ni bilo objavljeno.